# Westfield CENTRO

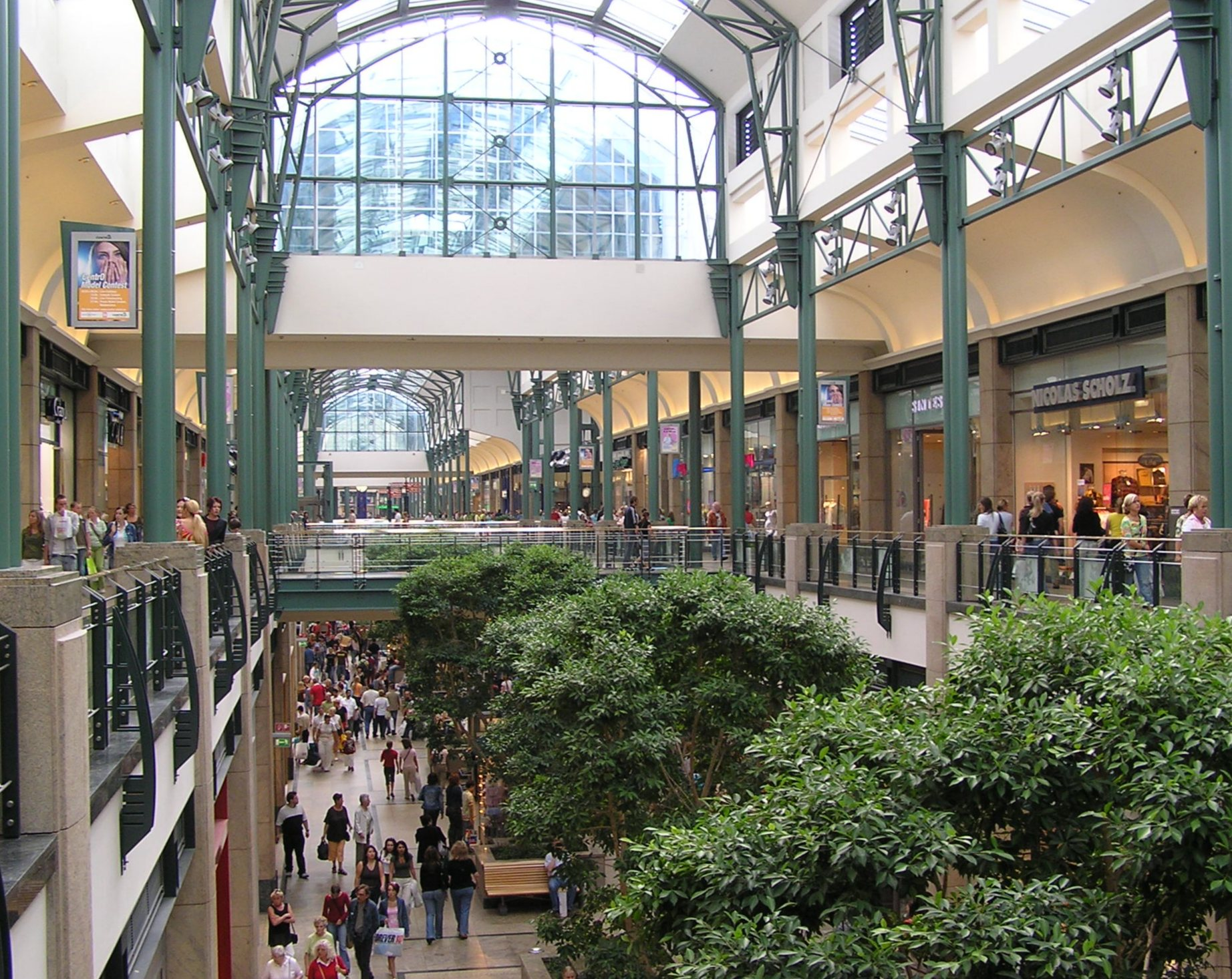
Blik in het winkelcentrum

Westfield CENTRO (tot 31 augustus 2021: CentrO) is een groot winkelcentrum in Oberhausen. Het is met rond de 119.000 m² winkeloppervlakte een van de grootste winkel- en vrijetijdscentra van Duitsland en is bekend door zijn grote jaarlijkse kerstmarkt. Het winkelcentrum vormt de kern van het zogenaamde "Neue Mitte Oberhausen".
Westfield CENTRO bevat meer dan 220 winkels, ruim opgezet in zeven verschillende delen: Marktplatz, Marktweg, Hauptstraße, Parkallee, Galerie, Bunte Gasse en de Coca-Cola-Oase biedt plaats aan 1.100 bezoekers binnen het segment gastronomie. 
Op 27 september 2012 werd een uitbreiding met 21 winkels op 17.000 m² geopend. In het eerste kwartaal van 2016 is er nogmaals 1.300 m² verkoopvloeroppervlakte worden toegevoegd.
In de directe omgeving van Westfield CENTRO bevinden zich verschillende attracties, zoals de "König Pilsener Arena", het pretpark "Westfield CENTRO Park", het SeaLife Aquarium, het Legoland Discovery Center en Gasometer Oberhausen. De stad Oberhausen becijfert het jaarlijks bezoekersaantal op circa 23 miljoen.
Westfield CENTRO ligt direct aan de snelweg A42. Voor de auto zijn er bij het winkelcentrum 14.000 gratis parkeerplaatsen beschikbaar. 
Westfield CENTRO is ook goed met het openbaar vervoer te bereiken.

## Externe link

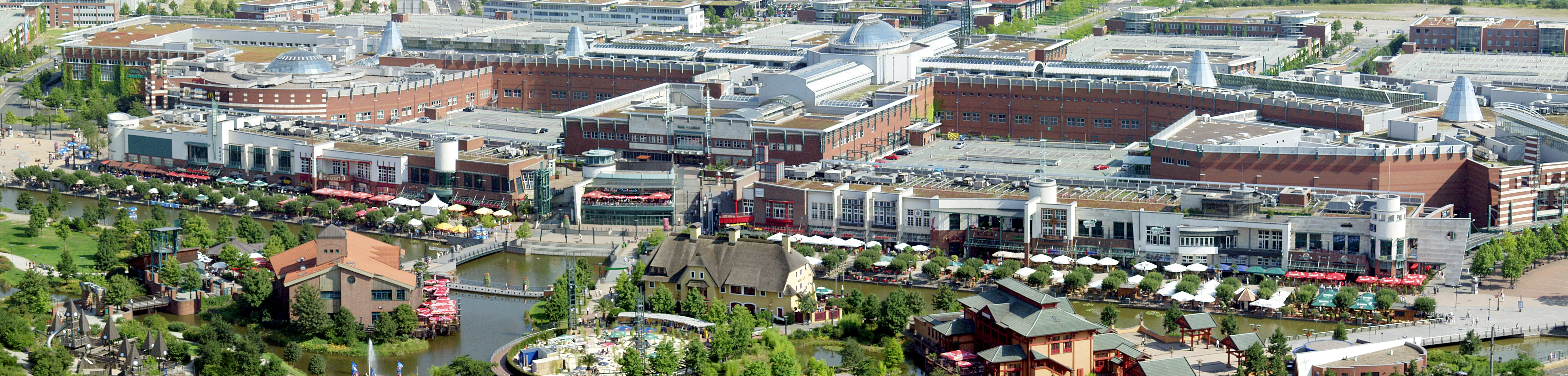
Winkelcentrum en promenade Centro gezien vanaf de Gasometer